# Hans Rademacher
Pour les articles homonymes, voir Rademacher.
Hans Adolph Rademacher (3 avril 1892 à Wandsbek - 7 février 1969 à Haverford, Pennsylvanie) est un mathématicien américain d'origine allemande.

## Biographie
Il est l'un des trois enfants d'un commerçant de Wandsbeck, faubourg de Hambourg. Il étudie de 1910 à 1915 à l'université de Göttingen, où il côtoie Erich Hecke, Hermann Weyl, Edmund Landau et Richard Courant. En 1916, encadré par Constantin Carathéodory, il obtient son doctorat consacré à la théorie de la mesure.
En 1919 il est habilité à Berlin, où il enseignait. En 1922, il devient professeur associé à Hambourg et enfin en 1925 professeur titulaire à Breslau. En 1933, révoqué pour son engagement pacifiste, il fuit les nazis vers les États-Unis. À partir de 1934, il occupe un poste de professeur à l'université de Pennsylvanie à Philadelphie, en alternance avec de nombreux postes de professeur invité, par exemple en 1953 à l'Institute for Advanced Study à Princeton (New Jersey) et les deux années suivantes à Göttingen et au Tata Institute of Fundamental Research à Bombay. Après sa retraite en 1962, il enseigne à l'université de New York et à l'université Rockefeller.
Il est marié plusieurs fois. De son premier mariage, rompu en 1929, il eut une fille, Karin ; de son deuxième, qui dura jusqu'en 1947, un fils, Peter ; puis il épousa en 1949 la pianiste Irma Wolpe.

## Œuvre
Rademacher travaillait principalement dans le domaine de la théorie des nombres. Il étudiait plus précisément la théorie analytique des nombres, ses liens avec la théorie des formes modulaires, et son application à des questions combinatoires. En 1936 il donna une formule asymptotique pour le nombre de partitions. Il travailla aussi sur la théorie des cribles et la conjecture de Goldbach. Il découvrit de plus une généralisation à trois termes de la formule de réciprocité pour les sommes de Dedekind.
Mais il était aussi très productif dans d'autres domaines, comme en analyse réelle, en géométrie, en analyse numérique, en topologie et en analyse fonctionnelle. Un système de fonctions orthogonales introduit par lui en 1922 porte son nom : les fonctions de Rademacher. Par ailleurs, le théorème de Rademacher énonce qu'une fonction lipschitzienne est presque partout dérivable. La complexité de Rademacher porte son nom.
Il est coauteur, avec Otto Toeplitz, du célèbre ouvrage de vulgarisation mathématique Von Zahlen und Figuren.
Parmi ses élèves figurent George Andrews, Emil Grosswald, Theodor Estermann, Joseph Lehner et Paul T. Bateman.

## Sélection de publications
- Collected papers, MIT press 1974 (éd. Grosswald)
- Lectures on analytic number theory 1955,
- Lectures on elementary number theory, New York, Blaisdell, 1964, Krieger 1977
- Topics in analytic number theory, Springer 1973
- Generalization of the Reciprocity Formula for Dedekind Sums Duke Math. Journal, vol. 21 (1954) 391–397
- avec Otto Toeplitz Von Zahlen und Figuren, Springer 2001,  (ISBN 3-540-63303-0) (1re éd. 1930, 2e éd. 1933)
- Higher mathematics from an elementary point of view, Birkhäuser 1983
- Dedekind sums, Carus Mathematical Monographs 1972